# Crozzon di Lares
Il Crozzon di Lares (3354 m s.l.m.) è una montagna delle Alpi Retiche meridionali, nel gruppo dell'Adamello. Si trova in val Rendena, Trentino-Alto Adige (Provincia di Trento).

## Descrizione
Il Crozzon di Lares è una bella piramide nella parte nord orientale del gruppo dell'Adamello, lungo la dorsale che dal Carè Alto si spinge verso nord fino alla val Genova. Dalla cima scendono le opposte creste nord e sud-sud-ovest, lungo la dorsale principale del sottogruppo, e la cresta est, verso il Crozzon del Diavolo. Esse separano la vedretta di Folgorida a nord est, la vedretta di Lares a sud est, la vedretta della Lobbia a ovest. Verso quest'ultima scende anche una breve ma ben individuata cresta ovest. Il versante nord est è il più alto e dirupato dei tre.

## Prima ascensione
La prima ascensione fu compiuta il 3 settembre 1868 dall'alpinista ed esploratore boemo, tenente Julius von Payer, con Coronna, Griesmayer e Haller. Nella stessa giornata essi effettuarono anche la prima salita del Corno di Cavento e la prima traversata del passo di Lares.

## Itinerari
La salita al Crozzon di Lares si compie prevalentemente lungo la via normale per il versante e la cresta ovest.
L'accesso più breve è dal rifugio ai Caduti dell'Adamello alla Lobbia Alta (3040 m). L'itinerario attraversa la vedretta della Lobbia (crepacci) e risale da sud ovest su rocce rotte a prendere la facile cresta ovest (ore 2,30; F+).
Le altre creste e i versanti, percorsi già prima della prima guerra mondiale, non presentano particolari difficoltà, ma sono ormai abbandonati a causa della cattiva qualità della roccia.
Il Crozzon di Lares è anche una meta scialpinistica. La cima si raggiunge dalla vedretta della Lobbia, direttamente per il ripido pendio nevoso ovest (50 gradi, roccette; AD+ S3), senza sci. La discesa si può compiere verso la val Genova: per la valle di Lares, attraverso il passo, il lago e la malga omonimi, oppure per la val Folgorida, attraverso il passo delle Topette e malga Folgorida.

## La Grande Guerra
Durante la prima guerra mondiale il gruppo dell'Adamello fu terreno di importanti operazioni belliche.
Il confine tra Regno d'Italia (a ovest, Valcamonica, Lombardia) e l'Impero austro-ungarico (a est, valli Giudicarie e Val Rendena, Trentino), attraversava il gruppo passando da Monte Fumo, Cresta Croce, Monte Mandrone, Punta del Castellaccio, fino al passo del Tonale.
Nella primavera del 1916 gli alpini italiani erano attestati al rifugio Garibaldi e gli austriaci presidiavano la cresta Monte Fumo - Lobbia Alta e la cresta Corno di Cavento - Crozzon di Folgorida, con importanti basi logistiche al rifugio Mandrone e al rifugio Carè Alto.
Tra il 12 aprile e il 17 aprile 1916 gli alpini conquistarono la linea Monte Fumo - Lobbia Alta. Il 29 aprile - nella cosiddetta "Battaglia dei Pulcinella" - gli italiani attaccarono la cresta Lares - Folgorida conquistando il Crozzon di Folgorida e, al comando del cap. Nino Calvi, il Crozzon di Lares, il passo di Lares e il passo di Cavento. Nello stesso giorno, durante l'attacco al passo di Folgorida, venne mortalmente ferito all'addome il ten. Attilio Calvi. I passi di Folgorida e delle Topette rimasero ancora in mano agli austriaci che però, sentendosi quasi accerchiati, li abbandonarono il successivo 14 maggio. L'operazione si concluse il 17 e il 18 maggio con l'occupazione da parte degli alpini dell'alta val Genova e della conca del Mandrone, col rifugio omonimo.
Il 14 settembre 2016 sono stati rinvenuti da un escursionista i resti di due soldati che, a prima analisi, sembrerebbero appartenere all'esercito austroungarico.